# HD 10647
HD 10647 (q¹ Eridanus) é uma estrela na direção da Eridanus. Possui uma ascensão reta de 01h 42m 29.15s e uma declinação de −53° 44′ 26.1″. Sua magnitude aparente é igual a 5.52. Considerando sua distância de 57 anos-luz em relação à Terra, sua magnitude absoluta é igual a 4.32. Pertence à classe espectral F8V. Possui um planeta confirmado. Possui também um disco de materiais rochosos.